# جان گارلس
جان گارلس (انگلیسی: John Garrels; ۱۸ نوامبر ۱۸۸۵ – ۲۱ اکتبر ۱۹۵۶) ورزشکار دو و میدانی، و بازیکن فوتبال آمریکایی اهل ایالات متحده آمریکا بود.